# 佐渡奉行街道
佐渡奉行街道（さどぶぎょうかいどう）は中山道本庄宿と三国街道渋川宿を結ぶ脇街道。三国街道の古道にあたることから古文書では三国道・三国通りと書かれることもあるほか、佐渡街道（さどかいどう）とも呼ばれる。「佐渡奉行街道」の名は佐渡奉行が利用したことに由来する。
三国街道の古道として、中世には鉢形 - 玉村 - 総社 - 白井を結んでおり、長享2年（1488年）に万里集九は鉢形から角渕、総社を経由して白井に至っている。近世に中山道が整備されたことにより本庄宿と渋川宿を結ぶ街道となった。
倉賀野河岸を利用できる三国街道に比べて荷物輸送が少なく街道が衰退したため、寛政12年（1800年）に総社河岸新設を出願したが認められず、三国街道よりも低調だった。総社藩は江戸時代前期に転封となったため参勤交代にはほとんど利用されなかったが、総社藩主だった秋元氏や前橋藩主だった酒井氏が墓参のために通行していることが確認できる。佐渡奉行は江戸から佐渡への往路では佐渡奉行街道を利用したが、佐渡から江戸への復路では北国街道・中山道を利用する場合がほとんどだった。物資の通行は、江戸への年貢米輸送以外では、比較的裏街道を運ばれることの多かった塩の輸送の記録が多い。
本陣・問屋の両方を備えた宿場は玉村・総社だけであった。

## 行程
- 本庄宿（埼玉県本庄市）

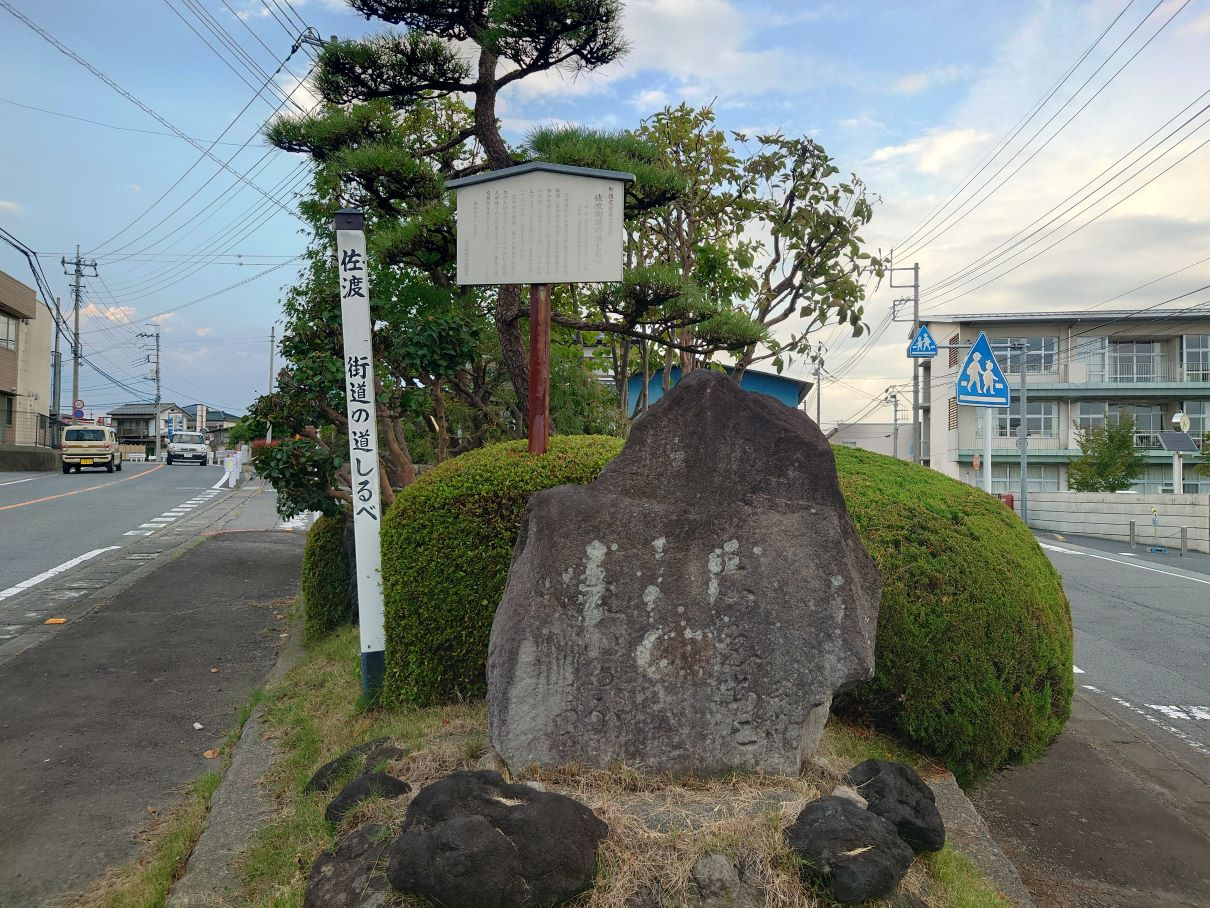
佐渡街道の道しるべ（吉岡町指定重要文化財）

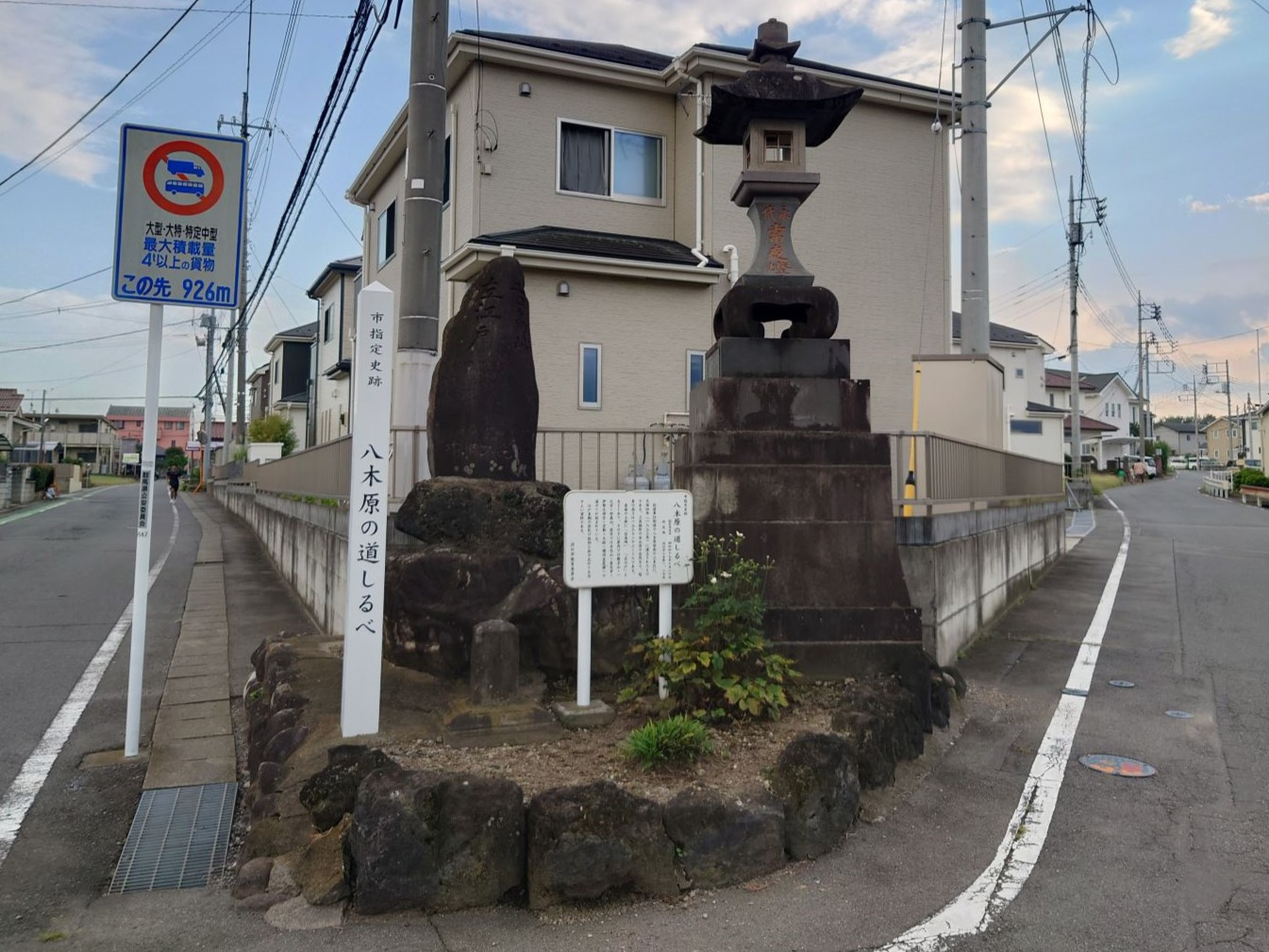
八木原の道しるべ（渋川市指定史跡）

  - 本庄宿から玉村宿への経路は、以下の4つが考えられる。古くは3．の道を正式としたが、飯倉に本陣問屋が置かれるなど2．の利用も多かった[10]。
    1. 万年寺（本庄市）から北に分岐し、八町河原から烏川を五料へ渡り、五料宿で例幣使街道に合流して玉村宿へ向かう。
    2. 途中まで1．と同じだが、烏川渡河後に西へ分岐して飯倉を経由して川井で3．に合流する。
    3. 金久保（上里町）で北に分岐し、藤木河岸から烏川を川井河岸に渡り、西進して角渕から玉村宿に向かう。
    4. 中山道で神流川を渡り新町宿を通って新町河岸から角渕に渡り3．に合流する。

- 玉村宿（群馬県佐波郡玉村町）
  - 例幣使街道と重なりながら玉村宿を西から出るが、佐渡奉行街道は滝川で北に分岐する。宿横手、萩原、下新田、小相木と北東に進む。小相木はあづま道との交点であり、利根川の対岸に渡る「真正の渡し」があった。さらに利根川西岸を北進し、現在の大渡町にも利根川の渡し場があり、幕末には万代橋が架橋された。街道は群馬県道105号と重複し、大渡橋西詰南50メートルほどの東側に「総社城南木戸跡」の石碑があり、そこから総社宿に入る[11]。
- 総社宿（群馬県前橋市総社町総社）
  - 中世の総社宿は元総社に位置したが、慶長9年（1604年）に総社藩主・秋元長朝が総社城を築き、その城下に宿場の町割りを行った[12]。宿場内の街道は群馬県道105号・6号・15号と重複しており、宿場内の3箇所で直角に折れ曲がっている。宿場の西の木戸は現在の立石橋（天狗岩用水）の場所にあった[13]。
  - 街道は総社町高井の交差点で県道15号から分かれ県道15号の旧道と重なりながら北上し、吉岡町大久保で大久保宿に入る[14]。
- 大久保宿（群馬県北群馬郡吉岡町大久保）
  - 大久保宿は28町あるとされる長い宿場で、宿場としては繁栄しなかったが養蚕によって財をなしたため土蔵が多い[15]。
  - 駒寄の交差点の手前で宿場は終わり、街道は吉岡町大久保と漆原の境界上を北上する。駒寄の交差点北には「右ゑちご志ぶ川　左いかほ水さハ」と刻まれた佐渡街道の道しるべ（吉岡町指定重要文化財[2]）が位置する[16]。八木原の道しるべ（渋川市指定史跡[17]）を過ぎ滝沢川を渡ると八木原宿に入る[16]。
- 八木原宿（群馬県渋川市八木原）
  - 八木原宿では街道の西に宿用水が残存している[18]。
  - 八木原宿を出たところで街道は直進と左折の2ルートに分かれるが、いずれの道も関越自動車道によって分断され消滅している区間がある。2つのルートは渋川駅北で合流し県道33号と重なり西進して三国街道と合流して渋川宿に入る[19]。
- 渋川宿（群馬県渋川市渋川）

## 経由地
| 経由地           | 里程    | 現在の地名                 | 接続する街道   |
| ---------------- | ------- | -------------------------- | -------------- |
| 本庄宿           | 起点    | 埼玉県本庄市               | 中山道         |
| 金久保村         |         | 埼玉県児玉郡上里町         | 中山道から分岐 |
| 藤木渡し（烏川） |         | 埼玉県児玉郡上里町         |                |
| 角渕村           |         | 群馬県佐波郡玉村町         |                |
| 玉村宿           | 3里     | 群馬県佐波郡玉村町         | 日光例幣使街道 |
| 総社宿           | 3里半   | 群馬県前橋市総社町総社     |                |
| 大久保宿         | 1里     | 群馬県北群馬郡吉岡町大久保 | 伊香保街道     |
| 八木原宿         | 1里     | 群馬県渋川市八木原         |                |
| 渋川宿           | 1里11町 | 群馬県渋川市渋川           | 三国街道       |

## 新編武蔵風土記稿
『新編武蔵風土記稿』の「金窪村（金久保村）」に、「村内に中山道の往還あり。この道より北に別れる道を、三国街道といい、古中山道で、毘沙吐村の藤木渡しを越え、倉賀野へ出て今の道と合す」、同じく毘沙吐村（現上里町）に「村内に三国街道の往還あり」「烏川。村の北、国界にあり。渡船場あり。三国海道の通る所。」とある。
これとは別に、本庄宿より江戸寄りの「傍示堂村」（現本庄市傍示堂）の記述に、「村の中ほどより佐渡越後及び上野国沼田厩橋辺への脇往来分る」とあり、傍示堂村より沼和田村（現本庄市沼和田）、都島村（同都島）、玉村町を経由する旧三国街道の筋も存在した。